# Slav Point
Der Slav Point (englisch; bulgarisch нос Слав nos Slaw) ist eine vereiste Landspitze an der Oskar-II.-Küste des Grahamlands auf der Antarktischen Halbinsel. Auf der Ostseite Churchill-Halbinsel liegt sie 28,9 km nördlich des Kap Alexander, 33,2 km südlich des Gulliver-Nunataks und 33,7 km westlich des Veier Head an der Nordseite der Einfahrt zum Zimen Inlet.
Britische Wissenschaftler kartierten sie 1974. Die bulgarische Kommission für Antarktische Geographische Namen benannte sie 2013 nach dem bulgarischen Despoten Alexius Slaw, der zum Ende des 12. und zu Beginn des 13. Jahrhunderts Herrscher der Rhodopen war.